# Popioły (Ermland-Mazurië)
Popioły (Duits: Popiollen; 1938-1945: Albrechtswiesen) is een dorp in de Poolse woiwodschap Ermland-Mazurië. De plaats maakt deel uit van de gemeente Budry.